# Luzernefloh

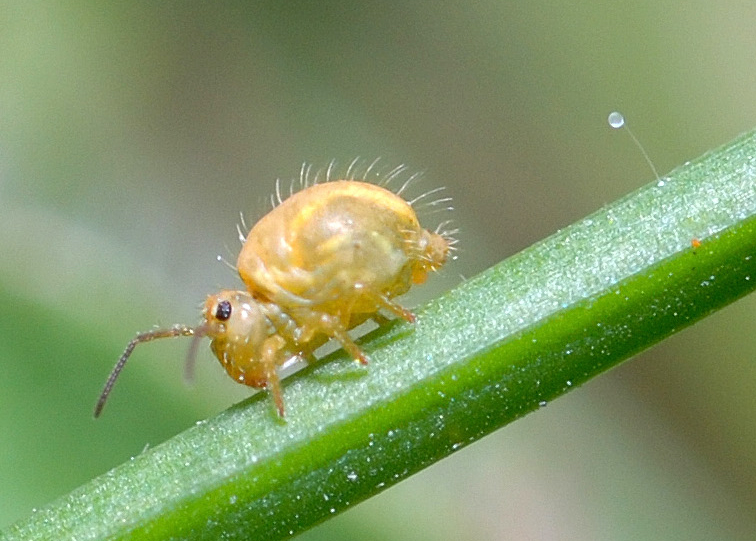
Ein Männchen mit einer abgelegten Spermatophore (rechts im Bild)

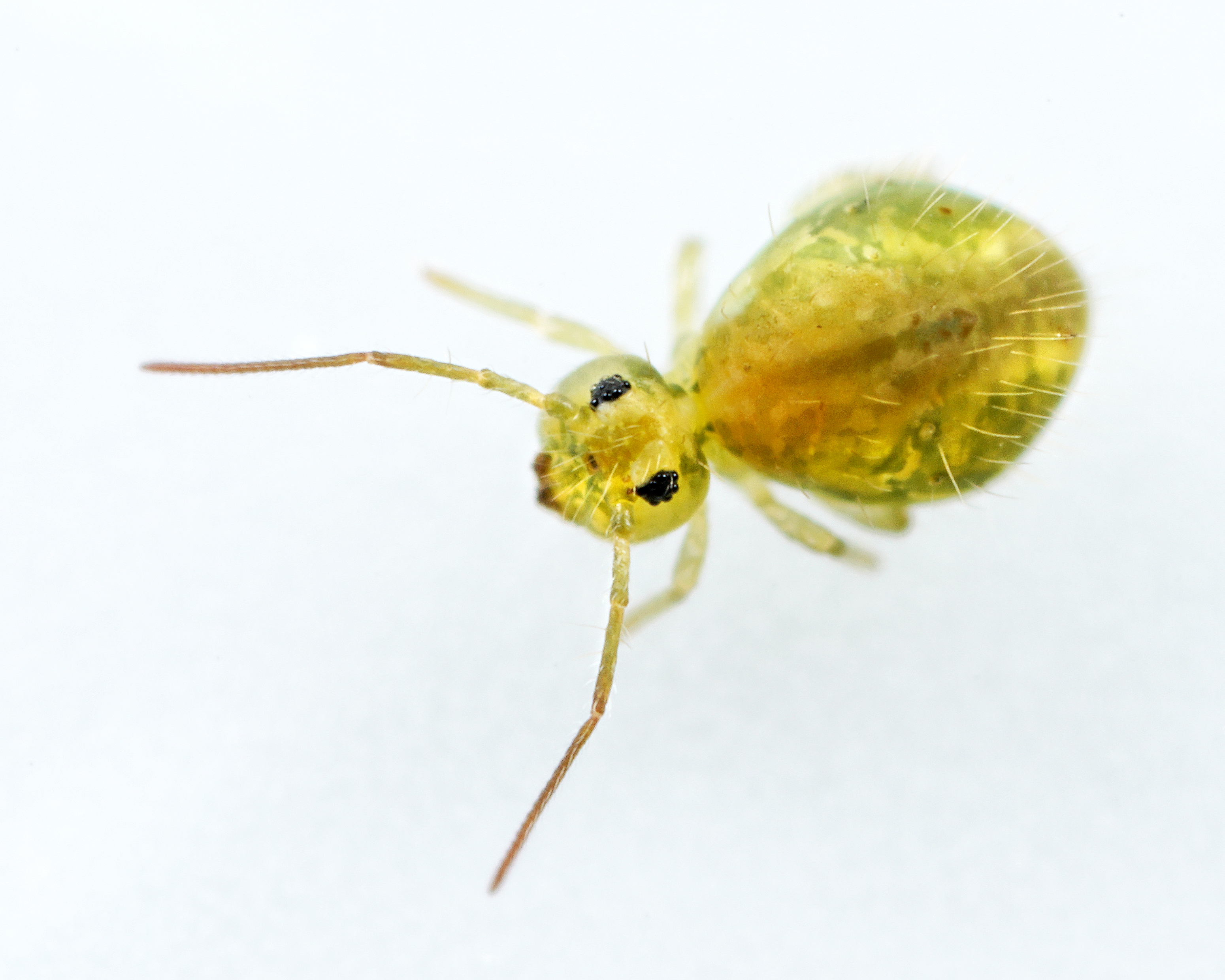
Ein von oben fotografiertes Exemplar

Der Luzernefloh (Sminthurus viridis) ist eine Art der zu den Springschwänzen gehörenden Kugelspringer. Die ursprünglich europäische Art wurde in viele Teile der Welt eingeschleppt und gehört zu den wenigen Springschwänzen, die schädlich an Pflanzen auftreten können. Vor allem an Schmetterlingsblütlern (Leguminosen) können Massenauftreten des Luzerneflohs zu landwirtschaftlichen Schäden führen. Trotz seines Namens ist der Luzernefloh nicht mit den Flöhen verwandt.

## Merkmale
Die Körperlänge beträgt 1–2 mm, Männchen werden geringfügig kleiner als die Weibchen. Die Tiere sind grünlich oder gelblich gefärbt, mit weißen Haaren am rundlichen Hinterleib. Die Fühler sind zur Spitze hin rötlich, der Mundbereich orange. Die Komplexaugen bestehen aus je 8 Punktaugen, eine gut entwickelte Sprunggabel (Furca / Furcula) ist vorhanden. Mit dieser springen die Tiere bei Gefahr davon. Die Männchen verfügen über Klammerfühler.

## Verbreitung
Die ursprünglich europäische Art gilt mittlerweile als Kosmopolit. Bekannte Vorkommen liegen in Europa von Portugal und Spanien im Südwesten bis Griechenland im Südosten und von Großbritannien im Nordwesten bis Dänemark und die Slowakei im Nordosten. Auch in der Dominikanischen Republik und in Russland (Oblast Tscheljabinsk) wurde sie schon nachgewiesen.
Unbeabsichtigt wurde die Art in andere Teile der Welt eingeschleppt, so in die südlichen Teile Australiens inklusive Tasmanien, Neuseeland, Südafrika und Amerika.

## Lebensraum
Die Art findet sich auf Wiesen, Feldern und besonders häufig in Gärten. Gebiete mit sandigen Böden werden eher gemieden. Luzerneflöhe bevorzugen eine hohe Feuchtigkeit in ihrem Lebensraum.

## Lebensweise
Anders als verwandte Arten lebt der Luzernefloh frei auf Pflanzen, überwiegend Hülsenfrüchtlern wie Erbsen, Luzerne, Bohnen oder Klee, aber auch auf Rüben und im Falllaub. Die Larven und Imagines ernähren sich von Pflanzengewebe, indem sie Gewebe von den Pflanzenteilen schaben. Dadurch eröffnen sie durch diese Wunden Krankheitserregern den Zutritt in die Pflanzen und gehören somit zu den wenigen Kugelspringerarten, die schädlich auftreten können. Im Winter leben die Tiere in Moosen. Zu finden sind sie meist von April bis Oktober.
Adulte Weibchen legen ihre Eipakete in feuchter Erde oder Bodenstreu ab. Die Oviposition geht langsam vonstatten, für jedes Ei werden mehrere Minuten benötigt. Die Weibchen fressen Erde und scheiden diese aus, um mit der entstehenden klebrigen Kotmasse die Eier zu tarnen. Diese sind kugelförmig, blassgelb und nur 0,25 mm groß im Durchmesser. Die Resistenz gegen Trockenheit und Kälte befähigt die Art, in unterschiedlichen Regionen der Erde überleben zu können. Im Falle von Trockenheit fallen die Eier in eine Sommerruhe und die Embryonalentwicklung wird verzögert, bis starke Regenfälle oder eine Bewässerung eintreten. Unter günstigen feuchten Bedingungen entwickeln sich die Eier in einem Zeitraum von etwa 2–3 Wochen, während Eier nach einer Sommerruhe zwischen einer Woche und über einem Monat benötigen, um sich zu entwickeln. Verzögern sich die Regenfälle im Frühling, kann es zu einer Akkumulation von teilweise entwickelten Eiern im Boden kommen, die nach starken Regenfällen zu einer explosionsartigen Vermehrung der Luzerneflöhe führen.
Männchen sind nach vier Häutungen geschlechtsreif und können Spermatophoren produzieren, die mit filigranen Stielen oberhalb der Bodenoberfläche befestigt werden, z. B. an Pflanzenteilen. Wenn Weibchen auf diese Spermatophoren treffen, werden sie mit der Kloake aufgenommen oder gefressen, sofern sie nicht geschlechtsbereit sind. Auch rivalisierende Männchen fressen die Spermatophoren von Konkurrenten, ebenso fressen Männchen ihre eigenen Spermatophoren, wenn keine Weibchen angelockt wurden und die Spermien nicht mehr befruchtungsfähig sind. Weibchen häuten sich neun Mal, aber erreichen die Geschlechtsreife im sechsten Larvenstadium. Die frühen Larvenstadien dauern nur wenige Tage an, die geschlechtsreifen dagegen zwei Wochen. Adulte Weibchen können zwei Monate oder länger leben. Die Generationen im Freiland überlappen und jedes Jahr werden etwa 4 bis 8 ausgebildet, abhängig von den Umweltbedingungen.

## Schädlingswirkung
Durch das im Abschnitt Lebensweise beschriebene Verhalten können Luzerneflöhe Schäden an Leguminosenfeldern, Getreidefeldern und Weideland anrichten. Je nach Region treten dabei unbedeutende bis erhebliche Schäden auf. Betroffene Pflanzenteile bleichen aus und vor allem Keimlinge sterben ab. Vor allem in Australien gilt die Art als Schädling. Zur biologischen Bekämpfung werden Raubmilben, wie Bdellodes lapidaria oder Neomolgus littoralis eingesetzt. Auch Pilze wurden bereits zur biologischen Bekämpfung eingesetzt.

## Taxonomie
Die beiden Kugelspringerarten Katianna cobold Börner, 1907 und Dicyrtomina ornata (Nicolet, 1842) wurden im 19. Jahrhundert fälschlicherweise als Sminthurus viridis beschrieben, bevor die gültigen Erstbeschreibungen erfolgten.